# Medicago fischeriana
Medicago fischeriana — вид квіткових рослин з родини бобових (Fabaceae).

## Поширення
Росте на півдні Європи й у західній Азії (Східно-Егейські о-ви, Іран, Ірак, Крим, Південний Кавказ, Туреччина). Населяє відкриті змішані ліси, чагарники, сільськогосподарські поля та перелоги, пасовища, земляні осипи, узбіччя доріг, долини та схили магматичних пагорбів; у Криму зустрічається на скелястих схилах у нижній частині гірського поясу, але там, де немає лісового покриву, як на території Карадагу, вид потребує відкритих місць.
В Україні вид росте на кам'янистих схилах – у Криму (Карадаг).

## Використання
M. fischeriana є потенційним донором генів для культивованої люцерни M. sativa ssp. sativa.